# Metanipponaphis shiicola
Metanipponaphis shiicola är en insektsart. Metanipponaphis shiicola ingår i släktet Metanipponaphis och familjen långrörsbladlöss. Inga underarter finns listade i Catalogue of Life.